# Arrigo Boldrini

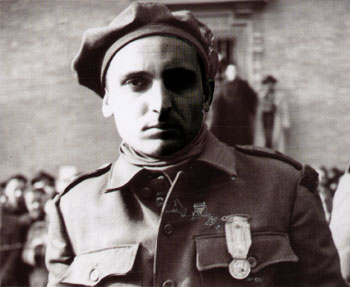
Arrigo Boldrini

Arrigo Boldrini (* 6. September 1915 in Ravenna; † 22. Januar 2008 ebenda) war ein italienischer Politiker und Mitglied der Kommunistischen Partei Italiens (PCI).

## Leben
Während des Zweiten Weltkrieges war Boldrini Partisan der Resistenza. Nach Kriegsende war er Mitglied der Verfassunggebenden Versammlung, von 1948 bis 1976 Mitglied der italienischen Abgeordnetenkammer und anschließend von 1976 bis 1994 Mitglied des Senats. Von Dezember 1947 bis Februar 2006 war Boldrini Präsident der Associazione Nazionale Partigiani d’Italia (ANPI, dt. Nationale Vereinigung der Partisanen Italiens). 1996 wurde ihm das Großkreuz des Verdienstordens der Italienischen Republik verliehen.